# Басс, Майкл Томас (младший)
Басс, Майкл Томас младший (англ. Michael Thomas Bass, Jr., 6 июля 1799 — 29 апреля 1884) — британский пивовар, член Палаты общин Великобритании с 1847 по 1883 год, активно защищавший в своей деятельности в парламенте пивоваренную промышленность. Был щедрым меценатом для Бертон-апон-Трент и Дерби, в которых находилась его компания.

## Пивоваренная карьера и личная жизнь
Басс родился в 1799 году в Бертон-апон-Тренте в семье пивоваров — его дед, Уильям Басс, основал Bass Brewery в 1777 году, а отец, Майкл Томас Басс-старший, расширил производство и стал крупнейшим экспортёром в Россию. Его мать, Сара Хоскинс (Sarah Hoskins), была дочерью Абрахама Хоскинса (Abraham Hoskins), известного в Бертон юриста.
Басс закончил в родном городе школу грамоты, а обучение завершил в Ноттингеме. В 18 лет он включился в семейный бизнес в роли подмастерья; в это время дела шли не очень хорошо, так как торговля с Россией была подорвана континентальной блокадой. Чтобы решить проблему, в 1820-е гг. был начат экспорт индийского светлого эля в Ост-Индию.
В 1827 году Басс взял контроль над компанией, продолжив делать акцент на экспорте в Азию. К 1832-33 компания экспортировала 5000 бочек пива, что представляло 40 % её выпуска в тот год.
Прокладка железной дороги в 1839 году способствовала росту бизнеса благодаря снижению транспортных расходов; в 1830-е у компании были агенты в Лондоне, Ливерпуле, Сток-он-Тренте и Бирмингеме. К 1880 м количество агентов возросло до 21 в Великобритании и ещё одного в Париже. Под руководством Басса производство и продажи компании росли; 340 000 бочек в 1860 году и около миллиона в конце 1870-х. К 1881 году у компании было три пивоварни.
В 1835 году Басс женился на Элизе Джейн Арден (Eliza Jane Arden); у них было два сына и две дочери. Их старший сын, Майкл Басс, перенял управление компанией и получил пэрство. Другой сын, Хамар Альфред Басс (Hamar Alfred Bass) был избран членом парламента, но из-за проблем с азартными играми от управления компанией был отстранён. Дочь Эмили вышла замуж за сэра Уильяма Плоудена (Sir William Plowden), а другая, Алиса — за Джорджа Четвуда (Sir George Chetwode) и стала матерью фельдмаршала Филиппа Четвуда.

## Членство в парламенте
Впервые Басс был выбран в парламент от Дерби в 1848 году и продолжал избираться до 1883 года. В его некрологе в Brewers Journal говорилось, что он был более известен в Палате общин за регулярное посещение, нежели за подвиги в красноречии. Он выступал в роли адвоката пивоваренной индустрии, против законопроектов, направленных на борьбу с алкоголем.
Басс был либералом, поддерживающим свободную торговлю, низкие налоги и улучшение уровня жизни рабочего класса. Он продвигал освобождение от ареста малых должников. Его выступления против уличных шарманщиков из-за уличных выступлений оказались менее успешны.
Басс был известным меценатом; авторы его некрологов объявляли, что его пожертвования суммарно составили ₤80 000, и он дал Дерби новую библиотеку (основанную совместно с музеем и художественной галереей Дерби), художественную школу, и так далее.
Уильям Гладстон предлагал Бассу пэрство, от которого тот отказался, чтобы иметь возможность остаться в Палате общин.